# Prethura hutchingsae
Prethura hutchingsae är en kräftdjursart som beskrevs av Brian Frederick Kensley1982. Prethura hutchingsae ingår i släktet Prethura och familjen Santiidae. Inga underarter finns listade i Catalogue of Life.